# Спасское (Богородский район)
Спасское — село в Богородском районе Кировской области

## География
Находится на расстоянии примерно 9 километров по прямой на восток-юго-восток от районного центра поселка Богородское.

## История
Село известно с 1892 года. Прежние названия Верхний Ухтым и Ложкинское. Деревянная церковь поставлена в 1893 году. В поздний период советской истории работал совхоз «Спасский». В 1710 году учтено было 5 дворов и 23 жителя, в 1764 78 жителей. В 1873 году отмечено дворов 18 и жителей 206, в 1905 33 и 238, в 1926 45 и 247, в 1950 58 и 221 соответственно. В 1989 году учтено 433 жителя.

## Население
Постоянное население  составляло 280 человек (русские 96%) в 2002 году, 155 в 2010.